# 乌格列戈尔卡河
乌格列戈尔卡河（俄语：Река Углегорка）或惠须取川（日语：／）是萨哈林州的河流，长102公里，流域面积1250平方公里，在乌格列戈尔斯克注入鞑靼海峡。名称可能来源于阿伊努语的“エストル（海角延长处）”、“エツウトル（海角边缘）”或“エシトリ（湾外）”。

## 引用
1. ↑  М·Г·瓦西科夫斯基. . 列宁格勒: 气象出版社. 1973 （俄语）.
2. ↑  . 国家水登记处.   [2024-01-03]. （原始内容存档于2024-01-03） （俄语）.
3. ↑  . : 370.